# Teresa Piórkowska-Ciepierska
Teresa Piórkowska-Ciepierska (ur. 27 lipca 1952 we Wrocławiu) – polska nauczycielka, artystka malarka, ilustratorka, kulturoznawczyni.

## Życiorys
Córka Jana Piórkowskiego z Surowego i Stanisławy z Popielów pochodzącej z Zagórza Kąkolnickiego pod Lwowem. Uczęszczała do SP nr 2 (1959–1967) i do I Liceum Ogólnokształcącego im. gen. J. Bema w Ostrołęce (1967–1971). W roku 1985 ukończyła plastykę w Studium Pedagogicznym w Rembertowie, a w 1999 pedagogikę w zakresie animacji społeczno-kulturalnej w Wyższej Szkole Humanistycznej w Pułtusku. Pracę dyplomową napisała pod kierunkiem prof. Krystyny Pankowskiej.
Uczyła w Szkole Podstawowej w Charcibałdzie (różne przedmioty, 1971–1972), później pracowała w Urzędzie Gminy w Czarni (1973–1975), następnie w Ostrołęce: w Polskim Komitecie Pomocy Społecznej (1975–1977), w PKS (1978–1984), w SP nr 2 (plastyka i technika, 1984–2007).
Działalność artystyczną rozpoczęła w 1978. Wykonuje głównie malarstwo olejne, pastel, akwarele i rysunek. Jej ulubione tematy to: portrety dzieci, polne kwiaty, kurpiowskie krajobrazy, mała architektura sakralna. Od lat 90. XX w. utrwala kurpiowskie kapliczki. Jedna z jej prac nich znajduje się w zbiorach Watykanu.
Uczestniczyła w wielu ogólnopolskich i lokalnych plenerach malarskich, w tym Kurpiowskich Plenerach Malarsko-Literackich im. Stanisława Skolimowskiego. Jej prace prezentowane były na ponad 50 wystawach zbiorowych i 22 indywidualnych w Polsce i za granicą. Opracowała zeszyt ćwiczeń do edukacji regionalnej w kl. I–III: Kurpie Zielone – moja mała Ojczyzna (2003). Artykuły popularyzujące kulturę ludową ukazywały się w „Kurpiach”, „Rozmaitościach”, „Parnasiku”.
Należała do ZNP, Towarzystwa Kurpiowskiego „Strzelec” w Czarni, „Bractwa w sztuce” przy Galerii w Ostrołęce. Jest członkinią Związku Kurpiów i Towarzystwa Przyjaciół Ostrołęki. Ma dwoje dzieci: Monikę i Marcina.

## Nagrody i odznaczenia
- Srebrny Krzyż Zasługi
- Medal Komisji Edukacji Narodowej
- Złota Odznaka ZNP
- Medal X-lecia Związku Kurpiów „Za zasługi dla regionu kurpiowskiego”
- Nagroda Prezydenta Miasta Ostrołęki za osiągnięcia w dziedzinie twórczości artystycznej, upowszechniania i ochrony kultury Kurpiów[1]
- Nagroda Prezesa Związku Kurpiów „Kurpik 2004” w kategorii Ochrona dziedzictwa kulturowego[7].

## Publikacje
- Teresa Piórkowska, Plastyka obrzędowa Kurpiów Puszczy Zielonej, Wyższa Szkoła Humanistyczna. Wydział Humanistyczny, Pułtusk 1999, praca dyplomowa napisana pod kierunkiem dr Krystyny Pankowskiej.
- Kapliczki kurpiowskie w twórczości Teresy Piórkowskiej-Ciepierskiej (1), red. wyd. Jadwiga Nowicka, Alfred Sierzputowski, Towarzystwo Przyjaciół Ostrołęki, Ostrołęka 2005, ISBN 83-88169-37-8.
- Kapliczki kurpiowskie w twórczości Teresy Piórkowskiej-Ciepierskiej 2, red. wyd. Jadwiga Nowicka, Maria Rochowicz, Towarzystwo Przyjaciół Ostrołęki, Ostrołęka 2009, ISBN 978-83-88169-59-5.
- Kapliczki kurpiowskie w twórczości Teresy Piórkowskiej-Ciepierskiej 3, red. wyd. Jadwiga Nowicka, Maria Rochowicz, Towarzystwo Przyjaciół Ostrołęki, Ostrołęka 2020, ISBN 978-83-64200-53-3.

Ilustracje (wybór):
- Stanisław Kałucki, Baśnie i opowiastki z krainy zwanej Kurpsiami, Niezależne Obywatelskie Stowarzyszenie „Kurpik”, Ostrołęka 2002, ISBN 83-916349-0-6.
- Śpiewnik kurpiowski: 200 pieśni i przyśpiewek kurpiowskich, red. Henryk Gadomski; [il. Teresa Piórkowska Ciepierska]. Związek Kurpiów, Ostrołęka 2010, ISBN 978-83-930139-3-7.
- Gadki kurpiowskie, [red. Maria Samsel, Katarzyna Mróz, Mirosław Grzyb; il. Teresa Piórkowska Ciepierska], Muzeum Kultury Kurpiowskiej, Ostrołęka 2010, ISBN 978-83-923536-5-2.
- Pacierz po kurpiowsku, [Krystyna Mroczkowska, Stefania Prusaczyk; konsultacja nauk. Jerzy Rubach; il. Teresa Piórkowska-Ciepierska], Parafia pw. Trójcy Przenajświętszej, Myszyniec 2011, ISBN 978-83-929143-1-0.
- Stanisław Kałucki, Kurpianeczka, Towarzystwo Przyjaciół Ostrołęki, Ostrołęka 2011, ISBN 978-83-88169-74-8.
- Słownik wybranych nazw i wyrażeń kurpiowskich, [wybór, oprac. i red. haseł] Henryk Gadomski, Mirosław Grzyb, Tadeusz Grec, Związek Kurpiów, Ostrołęka 2013, ISBN 978-83-930139-5-1.
- Kapliczki, figury i krzyże przydrożne w gminie Jednorożec, Maria Weronika Kmoch, Gminna Biblioteka Publiczna w Jednorożcu, Jednorożec 2015 ISBN 978-83-943674-0-4.
- Barbara Zakrzewska, Sylwia rerum, Towarzystwo Przyjaciół Ostrołęki, Ostrołęka 2018, ISBN 978-83-64200-38-0.
- Jadwiga Kalinowska, Córa lasów, Towarzystwo Przyjaciół Ostrołęki, ISBN 978-83-64200-70-0, Fundacje "Kulturalne Kurpie", ISBN 978-83-967402-0-5, Ostrołęka-Myszyniec 2023.